# Pleuronitis fulgidus
Pleuronitis fulgidus är en skalbaggsart som beskrevs av François Louis Nompar de Caumont de Laporte 1840. Pleuronitis fulgidus ingår i släktet Pleuronitis och familjen bladhorningar. Inga underarter finns listade i Catalogue of Life.